# Сандра Лаворель
Са́ндра Лаворе́ль (Sandra Lavorel; нар. 12 вересня 1965, Ліон, Франція) — французька вчена, еколог рослин, фахівець з функціональної екології. Член Французької академії наук (2013), іноземний член НАН США (2020), доктор філософії (1991), від 1994 року співробітниця Національного центру наукових досліджень, нині старший дослідник першого класу (First Class Senior Research Scientist). Її називають однією з провідних екологів Європи.
Здобула освіту агронома. Ступінь доктора філософії з екології та еволюційної біології отримала 1991 року в Монпельє, під керівництвом Франческо Ді Кастрі. Протягом 1991—1994 років — фелло-постдок з екології Австралійського національного університету. Від 1994 до 2002 року — дослідниця Національного центру наукових досліджень Франції. Нині (від 2003) старша дослідниця, від 2011 року — першого класу. (Від 2003 року працює в Греноблі.)
Член Європейської академії (2012). Почесний член Британського екологічного товариства (2020).
Авторка понад 170 публікацій. Була оглядовим редактором глав з біорізноманіття Millennium Ecosystem Assessment.

## Нагороди
- Бронзова медаль Національного центру наукових досліджень (1998)
- Foulon Prize Французької академії наук (2006)
- Zayed International Prize for the Environment[en] (2006, у складі колективу Millennium Ecosystem Assessment[en])
- Срібна медаль Національного центру наукових досліджень (2013)
- Alexander von Humboldt Medal[en], IAVS (2015)[10]
- Marsh Ecology Award (2017)
- Ramon Margalef Prize in Ecology[en] (2020)[6]
- BBVA Frontiers in Ecology and Conservation Biology Award (2020)